# Feline Resurrection (álbum)
Feline Resurrection fue el primer mixtape lanzado por Jessica Sutta bajo el nombre J Sutta'. Fue lanzado por vía de descargas gratuitas y canción por canción en la página oficial de Sutta, las descargas iniciaron el 8 de abril de 2016 con la canción "I Tried", con un total de 17 canciones. Tiempo después el álbum fue quitado de las plataformas digitales. El álbum se conformó por descartes de que sería su primer disco y con el que haría su debut oficial, “I Say Yes”.

## Sencillos
La primera canción relacionada con este disco fue “Candy”, lanzada en 2014, el video apareció en la cuenta de YouTube de Sutta el 20 de noviembre de 2014. "Bottle Bitch" fue el segundo sencillo que vería la luz, fue lanzado en enero de 2015 en dos versiones, la original, y un EP que contenía remixes, el video vio la luz hasta el 27 de mayo de 2016.
El tercer sencillo fue "Let It Be Love" en colaboración con Rico Love, lanzado en el segundo trimestre de 2015 con dos videos, el primero se lanzó el 24 de junio de 2015, y el segundo el 9 de julio del mismo año, la pista era la versión “Tommy Love Big Room Club Mix”. La canción alcanzó el número 6 en la lista US Dance Club Songs de Billboard.
“Feline Resurrection” fue el siguiente sencillo, fue el primero bajo el nombre J Sutta. El video fue lanzado el 9 de octubre de 2015 como un filme corto que incluía (aparentemente) referencias a Robin Antin y The Pussycat Dolls. El último sencillo del disco fue “Damn! (I Wish I Was Your Lover)”, un cover de 1992 de la cantante estadounidense Sophie B. Hawkins, el video fue lanzado a finales de 2015 y narra la historia de Jessica enamorada de forma obsesiva de otra chica.